# Geogamasus reticulatus
Geogamasus reticulatus är en spindeldjursart som beskrevs av Wolfgang Karg 1976. Geogamasus reticulatus ingår i släktet Geogamasus och familjen Ologamasidae. Inga underarter finns listade i Catalogue of Life.